# Jan de Bloois

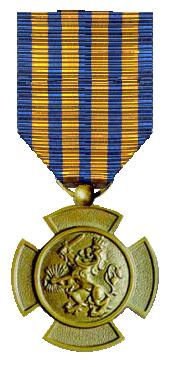
Bronzen Leeuw

Jan de Bloois (Maasland, 23 oktober 1916 – Nederlangbroek, 30 december 1944) was een Nederlandse verzetsstrijder tijdens de Tweede Wereldoorlog.
Jan de Bloois werd in de nacht van 7 op 8 mei 1944, in opdracht van het Bureau Inlichtingen (BI), in de omgeving van Rijsbergen, boven Noord-Brabant geparachuteerd. Hij werkte in de functie van radiotelegrafist voor de Zendgroep BI-Radiodienst. Hij verleende steun aan de Groep Albrecht. Op 30 december 1944 werd hij in Nederlangbroek door de Sicherheitsdienst (SD) doodgeschoten.

## Voor de oorlog
Jan de Bloois werd geboren in Maasland als zoon van Pieter de Bloois en Maria van den Boogaard.
Aan het begin van de bezetting zat Jan de Bloois in het Westland in het Nederlands verzet. Hij maakte deel uit van de Landelijke Knokploegen (LKP).

## De reis naar Engeland
Via Anton Schrader, chef van de voedselvoorzieningsdienst in Den Haag, zag hij kans om uit te wijken naar Engeland. Op de beurtvaartschuit Nooit Volmaakt van de befaamd geworden schipper Kees Koole werd hij in september 1943 vanuit Schipluiden de Noordzee opgebracht. In volle zee werd hij door een Engels oorlogsschip opgepikt. Jan de Bloois had uit het Westland voor Koningin Wilhelmina trossen druiven meegenomen. De overtocht verliep zo voorspoedig, dat de druiven nog in uitstekende staat verkeerden toen Hare Majesteit dit unieke geschenk in Londen in ontvangst nam.
Na zijn aankomst in Londen werd hij opgeleid tot agent bij het Bureau Inlichtingen (BI). Het BI werkte nauw samen met de Engelse Secret Intelligence Service (SIS). Na zijn opleiding tot radiotelegrafist was hij gereed om boven bezet gebied te worden geparachuteerd. Door de radiozender Radio Oranje werd de komst van de agent met een slagzin aangekondigd. De aankondiging luidde: "De krankzinnige mier in het po-kastje brengt de stand op negentien". De slagzin moest voor de medewerkers van de Raad van Verzet (RVV), die in bezet Nederland naar de BBC luisterden, de heldere mededeling inhouden dat een volgende agent van het BI een bijzondere boodschap had over te brengen. De Duitsers van de dienst in Scheveningen konden er in ieder geval geen touw aan vastknopen.

## Terug naar Nederland
Jan de Bloois werd in de nacht van 7 op 8 mei 1944 ten zuiden van Breda, in de omgeving van Rijsbergen, geparachuteerd. De Bloois kwam veilig op het pinpoint neer. Hij had vier radiosets en evenveel zendplannen voor de Zendgroep BI-Radiodienst meegenomen. Bij de landing werden de radiosets onherstelbaar beschadigd.

## De opdracht
Jan de Bloois maakte deel uit van de Zendgroep BI-Radiodienst. Hij had de opdracht om als radiotelegrafist en codist het radiocontact te verzorgen tussen de RVV en het BI en de Nederlandse regering in Londen. Indien nodig diende hij als radiotelegrafist in te vallen bij de Spionagegroep Albrecht.Voor alle zekerheid waren aan De Bloois ook microfoto's met daarop de zogenaamde "Negentien punten van Gerbrandy" meegegeven. "De Negentien punten van Gerbrandy" was een document waarin de richtlijnen stonden beschreven, die minister president Gerbrandy en zijn ministers hadden samengesteld om de samenwerking tussen de diverse verzetsorganisaties te optimaliseren. Na zijn aanhouding had agent Andries Ausems (1904-1955) op 2 maart 1944 uit veiligheidsoverwegingen de eerste versie van deze microfoto’s moeten verbranden. De Bloois had opdracht om een tweede versie van het document bij Andries Ausems af te leveren.

## Plaats van tewerkstelling
Het eerste aanloopadres dat Jan de Bloois na zijn landing bezocht was bij de "Spartanen" in Princenhage. Het aanloopadres was de rijwiel- en motorfietsenhandel van Rinus van Nunen. Het bedrijf was herkenbaar aan een uithangbord dat aan de voorpui hing. Het was een reclamebord van het merk "Sparta". Zowel de schuilnaam van de contactpersoon als het wachtwoord om bij de familie binnen te kunnen komen was "Spartanen". De Bloois werd op het onderduikadres door de agenten Sjef Adriaansen (1919-1944) en Jacques van Loon (1919) in Princenhage opgevangen. Omdat zijn eigen radioset bij de landing onherstelbaar was beschadigd kreeg hij van Sjef Adriaansen een nieuwe radiozendontvanger. Met de aankomst van Jan de Bloois was de Zendgroep BI-Radiodienst compleet. Daarna werd het aanloopadres van de "Spartanen" in Princenhage niet meer gebruikt. Onder de leiding van Jan Faber (1917-2001) bouwden de agenten Adriaansen, Van Loon, Leus en De Bloois, in samenwerking met lokale marconisten van de Radiodienst van de Raad van Verzet een hechte zendgroep op. Tijdens de radiocontacten met het BI maakte hij gebruik van de codenaam: Gijs, Krankzinnige Mier, Piet de Springer en Jan van Dorp. Tijdens zijn contacten in het veld gebruikte hij de schuilnaam J.H. Zuiderhout.
Eind oktober 1944 verplaatste De Bloois zijn werkterrein naar Langbroek. In Langbroek nam hij het onderduikadres van de agent Herman Leus (1917-1945) over. Van hem kreeg hij ook een radiozendontvanger. Vanaf dat moment verzorgde hij van daaruit ten behoeve van de RVV onder meer de binnenlandse berichtgeving naar het BI in Eindhoven. Op 30 december 1944 kwam Jan de Bloois door een samenloop van omstandigheden in Duitse handen terecht.
In Nederlangbroek had De Bloois op de een na laatste dag van het jaar 1944 een afspraak met de plaatselijke kapper. De afspraak was om vier uur in de middag. Toen hij in de kapsalon zat deed de SD een inval. Ze waren op zoek naar materiaal van het hoofd van de plaatselijke Knokploegen (KP). Het materiaal zat verstopt in een woonhuis naast de kapsalon. De Bloois ging ervan uit dat de SD het op hem gemunt had. Hij sloeg op de vlucht. Hij kon de kapsalon veilig via de achterkant van het pand verlaten. Helaas ging hij niet te voet verder. Hij haalde zijn fiets op, die hij aan de straatzijde voor de kapsalon had neergezet. Hij probeerde op de fiets te ontkomen. Tijdens zijn vlucht opende de SD het vuur op hem. De schoten waren op zijn benen gericht. Hij kwam ten val. Tijdens zijn val werd hij door een geweerkogel dodelijk getroffen.

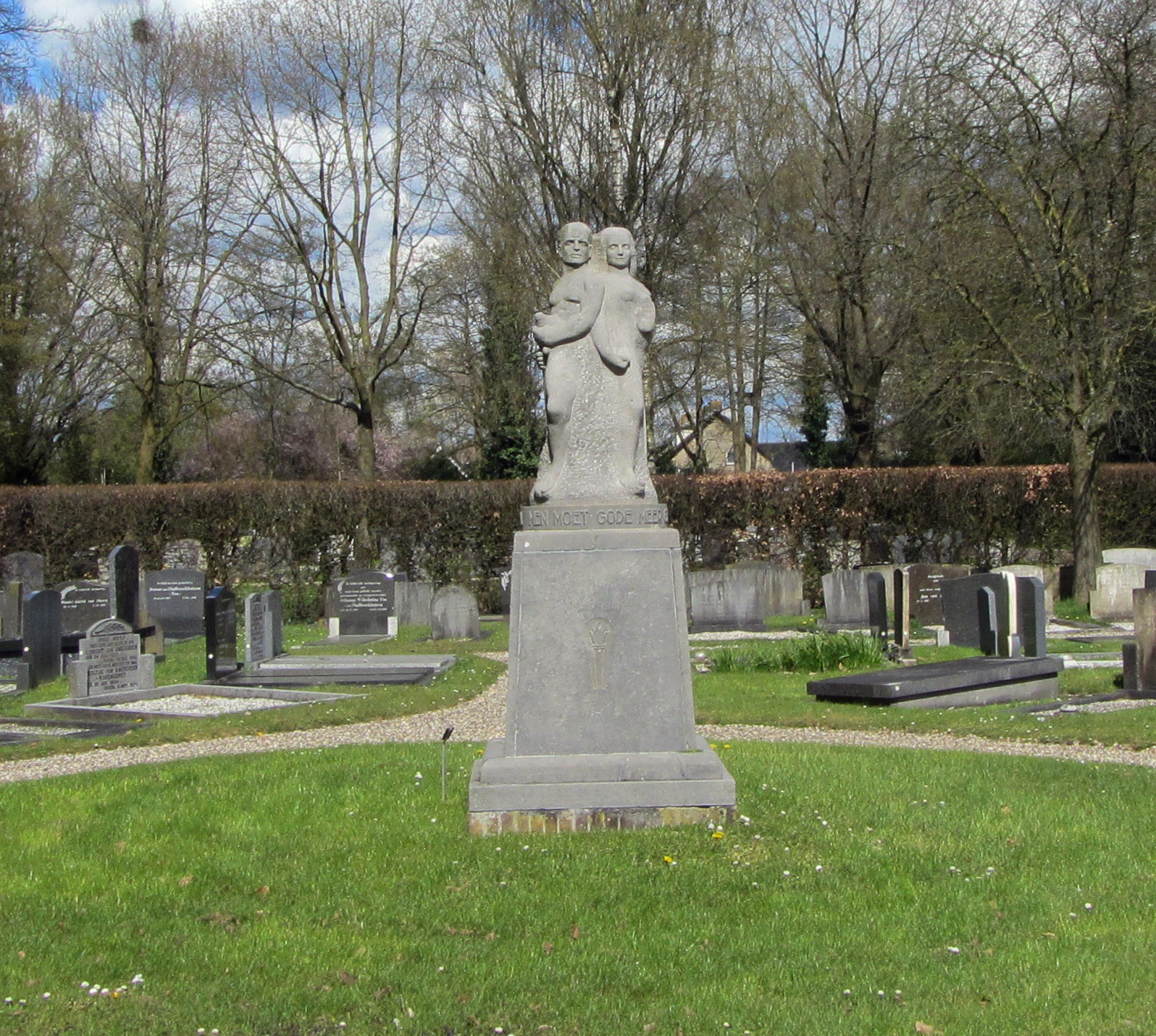
Monument Piet de Springer, Langbroek

## Eerbetoon
Op de Nederlands Hervormde begraafplaats te Langbroek werd in 1948 een gedenkteken van Johan van Zweden voor hem opgericht.

## Onderscheidingen
- Bronzen Leeuw (KB nr.11 van 30 november 1948)[2][3].
- Bronzen Kruis (KB nr 9 van 9 maart 1944)[4]
- Verzetsherdenkingskruis[3]